# Fate l'amore, non fate la guerra (South Park)
Fate l'amore, non fate la guerra (Make Love, Not Warcraft) è l'ottavo episodio della decima stagione della serie televisiva animata South Park. 147º episodio in totale, è andato in onda per la prima volta su Comedy Central negli Stati Uniti il 4 ottobre 2006. Nell'episodio, il cui titolo originale è un gioco di parole sullo slogan della controcultura degli anni 1960 "Fate l'amore, non fate la guerra", i protagonisti si divertono a giocare al popolare videogioco MMORPG World of Warcraft. Quando un giocatore di alto livello va in giro a uccidere altri giocatori nel gioco, iniziano a giocare ogni giorno per cercare di fermarlo. L'episodio è stato scritto e diretto dal co-creatore della serie Trey Parker.
Nonostante le preoccupazioni di Trey Parker verso la fine della produzione, l'episodio vinse un Primetime Emmy Award come miglior programma animato di durata inferiore a un'ora ai premi Emmy 2007, diventando il primo lavoro machinima a vincere un Emmy.

## Trama
Stan, Kyle, Eric e Kenny sono impegnati con un nuovo gioco di ruolo, World of Warcraft; a un certo punto compare un giocatore che comincia a uccidere gli altri, fra i quali anche i ragazzi e questo causa un calo nelle vendite del gioco e neppure i moderatori del videogioco riescono a sconfiggerlo perché il personaggio è troppo potente anche per loro. Nel frattempo i ragazzi radunano i loro amici e si danno appuntamento on-line "nella foresta di Azeroth" per sconfiggere il nemico, ma l'attacco collettivo si rivela inutile. Essi dichiarano che questo giocatore sta passando quasi ogni ora di ogni giorno su World of Warcraft per l'ultimo anno e mezzo, ed è arrivato ad un livello talmente alto da essere in grado di sconfiggere anche i moderatori del gioco e gli stessi affermano che questa persona non ha una vita. Intanto il padre di Stan, Randy Marsh, si registra al gioco ed è anch'egli vittima del player-killer.
Così i membri della Blizzard decidono che l'unico modo per sconfiggere il nemico comune è quello di usare una spada che era stata ritirata dal gioco perché troppo potente per conservarla in una Penna USB e darla ai ragazzi i cui personaggi sono cresciuti a un livello molto alto allenandosi a lungo, e con il passare del tempo, sono ingrassati fino ad assomigliare a Cartman, il quale è diventato ancora più grasso. Mentre cercano i ragazzi, i membri della Blizzard incontrano invece Randy, con il quale vanno in un negozio dove si collegano al videogioco. Nel gioco danno la spada all'avatar di Stan, Inseminatore Folle, che dopo la morte del padre riesce a indebolire ulteriormente il nemico. Il colpo di grazia spetta all'avatar di Cartman, che gli schiaccia la testa con una martellata poco dopo avergli detto: «A quanto pare hai finito di fare lo stronzo».

## Produzione
L'episodio utilizza i machinima in molte delle sue scene per creare una migliore emulazione del gioco. Inizialmente era previsto che andasse in onda come 145º episodio, ma è stato ritardato a causa delle difficoltà nella creazione dei machinima.

### Collaborazione
I creatori di South Park Trey Parker e Matt Stone collaborarono con Blizzard Entertainment per creare i machinima utilizzati nell'episodio. Nel loro commento all'episodio dichiararono di essere completamente scioccati dal fatto che la società fosse a bordo per aiutarli. Le scene dei machinima sono stati creati utilizzando riprese del filmato del gioco e la ricreazione dei personaggi in Autodesk Maya, con Blizzard che fornì i propri modelli di personaggi e computer con cui testarli. Blizzard inoltre concesse ai produttori il permesso di utilizzare il server alpha del pacchetto di espansione The Burning Crusade su cui girare le scene. Michael Morhaime, presidente e co-fondatore di Blizzard Entertainment, rilasciò una dichiarazione sulla collaborazione:
Come riferimento all'episodio, alcuni DVD della decima stagione di South Park includono una prova gratuita di 14 giorni per World of Warcraft. Ciò non influenzò l'uscita nel Regno Unito di questa stagione nel 2009.
Dalla messa in onda dell'episodio, la fittizia Spada delle Mille Verità è stata inclusa nel beta test di The Burning Crusade come ricompensa per il sistema dell'arena del gioco, sebbene non avesse le stesse capacità dell'episodio.

### Durata della produzione
Sebbene la pianificazione dell'episodio e la raccolta dei dati siano iniziate il 1º settembre 2006, la produzione effettiva dei machinima fu effettuata in cinque giorni di "riprese"; il primo è stato il 20 settembre 2006, per circa 3-5 ore, e l'ultimo è stato il 3 ottobre 2006, il giorno prima della messa in onda dell'episodio. L'animazione regolare di South Park fu creata simultaneamente, mentre anche tutti gli altri episodi non machinima della serie terminavano regolarmente entro 12 ore dalla loro messa in onda.
Parker era profondamente scontento dell'episodio il giorno prima della sua trasmissione, dicendo ai produttori della serie: "Ho perso il controllo. Non so più come farlo". Implorò la produttrice esecutiva Anne Garefino di chiamare Comedy Central e informarli che l'episodio non sarebbe andato in onda, sottolineando: "Non voglio che la tradizione di South Park venga rovinata, e questo spettacolo la rovinerà, perché è così brutto". Parker tornò a casa senza riuscire a dormire e il giorno successivo rimase sorpreso dal fatto che l'episodio fosse stato accolto così bene.

## Accoglienza
La trasmissione in prima TV di Fate l'amore, non fate la guerra attirò 3,4 milioni di spettatori, la maggior parte di età compresa tra 18 e 49 anni, diventando la premiere di mezza stagione più apprezzata di Comedy Central dal 2000. Tuttavia, gli ascolti più alti per la decima stagione appartengono al primo episodio, Il ritorno di Chef, che attirò più di 3,5 milioni di spettatori. L'episodio ha ricevuto inoltre il plauso di IGN che gli ha assegnato una valutazione complessiva di 9,3, etichettandolo come "uno degli episodi più divertenti mai prodotti".  Nel 2007 l'episodio vinse un Primetime Emmy Award come miglior programma animato di durata inferiore a un'ora ai premi Emmy 2007.